# The Greatest Gift (альбом Суфьяна Стивенса)
The Greatest Gift (стилизовано под The Greatest Gift Mixtape — Outtakes, Remixes & Demos from Carrie & Lowell) — микстейп американского автора-исполнителя и мультиинструменталиста Суфьяна Стивенса, изданный 20 августа 2017 года на студии Asthmatic Kitty, состоящий из ауттейков и неизданных треков с релиза Стивенса 2015 года Carrie & Lowell.

## Отзывы критиков
| Совокупная оценка       | Совокупная оценка |
| Источник                | Оценка            |
| ----------------------- | ----------------- |
| Metacritic              | 71/100            |
| Оценки критиков         |                   |
| Источник                | Оценка            |
| Pitchfork               | [ 2 ]             |
| The Observer            | [ 3 ]             |
| Paste                   | [ 4 ]             |
| Clash                   | 8/10              |
| Drowned in Sound        | [ 6 ]             |
| The Independent         | [ 7 ]             |
| London Evening Standard | 4/5               |
| The Guardian            | 3/5               |
| Under the Radar         | [ 10 ]            |

После выхода микстейп получил в основном положительные отзывы. На сайте Metacritic, который присваивает нормализованную оценку из 100 баллов рецензиям музыкальных критиков, альбом получил средний балл 71, что означает «в целом благоприятные отзывы», на основе 15 рецензий. Pitchfork Media оценил альбом в 7,2 балла из 10, заявив: «Хотя различные демо и ремиксы, взятые из Carrie & Lowell, слишком разрозненны, чтобы стоять отдельно, они добавляют новый контекст и измерение к шедевральному альбому Суфьяна Стивенса».

## Список композиций
Все песни написаны Суфьяном Стивенсом.
1. «Wallowa Lake Monster» — 6:52
2. «Drawn to the Blood» (Sufjan Stevens Remix) — 5:28
3. «Death with Dignity» (Helado Negro Remix) — 4:08
4. «John My Beloved» (iPhone Demo) — 4:17
5. «Drawn to the Blood» (Fingerpicking Remix) — 2:01
6. «The Greatest Gift» — 1:51
7. «Exploding Whale» (Doveman Remix) — 5:26
8. «All of Me Wants All of You» (Helado Negro Remix) — 3:24
9. «Fourth of July» (900X Remix) — 6:48
10. «The Hidden River of My Life» — 4:04
11. «City of Roses» — 2:14
12. «Carrie & Lowell» (iPhone Demo) — 1:52 — Digital exclusive / Hidden track on CD

## Хит-парады
| Чарт (2017)                             | Высшая позиция |
| --------------------------------------- | -------------- |
| Новая Зеландия Heatseeker Albums (RMNZ) | 10             |
| США (Billboard Folk Albums)             | 10             |
| США (Billboard Independent Albums)      | 23             |